# José Luis Sierra
José Luis Sierra Pando (né le 5 décembre 1968 à Santiago du Chili) est un ancien footballeur chilien. Il évoluait au poste de milieu de terrain reconverti entraîneur.
Il faisait partie de l'équipe du Chili qui a disputé la coupe du monde 1998 en France. À l'occasion du troisième match de poule face au Cameroun, il inscrit un superbe coup franc direct au gardien des Lions Indomptables Jacques Songo'o. Sierra compte 53 sélections nationales (pour 8 buts) entre 1991 et 2000. 

## Palmarès d'entraineur
- Coupe d'Arabie saoudite : 2017